# Бетті Натголл
Бетті Натголл (англ. Betty Nuthall; 23 травня 1911 — 8 листопада 1983) — колишня британська тенісистка.
Найвищу одиночну позицію світового рейтингу — 4 місце досягла 1929 року.
Перемагала на турнірах Великого шолома в одиночному, парному та змішаному парному розрядах.

## Фінали турнірів Великого шолома

### Одиночний розряд: 3 (1–2)
| Результат | Рік  | Турнір            | Покриття | Суперниця          | Рахунок  |
| --------- | ---- | ----------------- | -------- | ------------------ | -------- |
| Поразка   | 1927 | Чемпіонат США     | Трава    | Гелен Віллс        | 1–6, 4–6 |
| Перемога  | 1930 | Чемпіонат США     | Трава    | Енн Макк'юн Гарпер | 6–1, 6–4 |
| Поразка   | 1931 | Чемпіонат Франції | Ґрунт    | Сіллі Оссем        | 6–8, 1–6 |

### Парний розряд (4–2)
| Результат | Рік  | Турнір                     | Покриття | Партнерка                  | Суперниці                     | Рахунок       |
| --------- | ---- | -------------------------- | -------- | -------------------------- | ----------------------------- | ------------- |
| Поразка   | 1927 | Чемпіонат США              | Трава    | Джоан Фрай                 | Кітті Маккейн Ермінтруд Гарві | 1–6, 6–4, 4–6 |
| Перемога  | 1930 | Національний чемпіонат США | Трава    | Сара Палфрі                | Едіт Кросс Енн Макк'юн Гарпер | 3–6, 6–3, 7–5 |
| Перемога  | 1931 | Чемпіонат Франції          | Ґрунт    | Ейлін Беннетт-Віттінґстолл | Сіллі Оссем Елізабет Раян     | 9–7, 6–2      |
| Перемога  | 1931 | Національний чемпіонат США | Трава    | Ейлін Беннетт Віттінґстолл | Гелен Джейкобс Дороті Раунд   | 6–2, 6–4      |
| Поразка   | 1932 | Чемпіонат Франції          | Ґрунт    | Ейлін Беннетт Віттінґстолл | Елізабет Раян Гелен Віллс     | 1–6, 3–6      |
| Перемога  | 1933 | Національний чемпіонат США | Трава    | Фреда Джеймс               | Елізабет Раян Гелен Віллс     | default       |

### Мікст (4–1)
| Результат | Рік  | Турнір                     | Покриття | Партнер      | Суперник і суперниця              | Рахунок       |
| --------- | ---- | -------------------------- | -------- | ------------ | --------------------------------- | ------------- |
| Перемога  | 1929 | Національний чемпіонат США | Трава    | Джордж Лот   | Філліс Ковелл Банні Остін         | 6–3, 6–3      |
| Перемога  | 1931 | Чемпіонат Франції          | Ґрунт    | Патрік Спенс | Дороті Шеферд Банні Остін         | 6–3, 5–7, 6–3 |
| Перемога  | 1931 | Національний чемпіонат США | Трава    | Джордж Лот   | Енн Макк'юн Гарпер Вілмер Еллісон | 6–3, 6–3      |
| Перемога  | 1932 | Чемпіонат Франції          | Ґрунт    | Фред Перрі   | Гелен Віллс Сідні Вуд             | 6–4, 6–2      |
| Поразка   | 1933 | Чемпіонат Франції          | Трава    | Фред Перрі   | Марґарет Скрайвен Джек Кроуфорд   | 2–6, 3–6      |

## Часова шкала турнірів Великого шлему в одиночному розряді
| W | Ф | ПФ | ЧФ | #Р | КТ | К# | DNQ | A | NH |

| Турнір               | 1926  | 1927  | 1928  | 1929  | 1930  | 1931  | 1932  | 1933  | 1934  | 1935  | 1936  | 1937  | 1938  | 1939  | 1940  | 1941 – 1944 | 1945  | 19461 | Career SR |
| -------------------- | ----- | ----- | ----- | ----- | ----- | ----- | ----- | ----- | ----- | ----- | ----- | ----- | ----- | ----- | ----- | ----------- | ----- | ----- | --------- |
| Чемпіонат Австралії  |       |       |       |       |       |       |       |       |       |       |       |       |       |       |       | NH          | NH    |       | 0 / 0     |
| Чемпіонат Франції    |       |       | 2р    |       |       | Ф     | ПФ    | ПФ    | 3р    |       |       |       |       |       | NH    | R           |       |       | 0 / 5     |
| Вімблдонський турнір | 2р    | ЧФ    | 1р    | 3р    | ЧФ    | ЧФ    | ЧФ    | 2р    | 1р    |       | 2р    | 2р    | 2р    | 1р    | NH    | NH          | NH    | 2р    | 0 / 14    |
| Чемпіонат США        |       | Ф     |       | ЧФ    | П     | ПФ    |       | ПФ    | 2р    |       |       |       |       | 3р    |       |             |       |       | 1 / 7     |
| SR                   | 0 / 1 | 0 / 2 | 0 / 2 | 0 / 2 | 1 / 2 | 0 / 3 | 0 / 2 | 0 / 3 | 0 / 3 | 0 / 0 | 0 / 1 | 0 / 1 | 0 / 1 | 0 / 2 | 0 / 0 | 0 / 0       | 0 / 0 | 0 / 1 | 1 / 26    |

R = турнір обмежувався внутрішнім чемпіонатом Франції й відбувався під німецькою окупацією.
1 1946 року Чемпіонат Франції відбувся після Вімблдону.